# Erik Wickberg
Karl Erik Esaias Wickberg, född 6 juli 1904 i Gävle, död 26 april 1996 i Hedvig Eleonora församling, Stockholm, var en svensk frälsningsofficer
Han var Frälsningsarméns 9:e general (internationella ledare) 1969–1974.

## Biografi
Erik Wickbergs föräldrar var frälsningsofficerarna David Wickberg och Betty Lundblad. Eftersom frälsningsarméns officerare gick på order från Frälsningsarméns högkvarter och ofta blev förflyttade så fick Wickberg gå i skola i Uppsala, Berlin, Leksand och Stockholm. 1924 flyttade han från Bern i Schweiz och blev kadett vid officersskolan i London. Som nyutexaminerad provlöjtnant blev han 1925 assistent vid FA:s kår i Hamilton, Skottland. Senare samma år blev han undervisningssekreterare vid officersskolan i Berlin och 1926 fick han en sekreterartjänst vid högkvarteret i Berlin. Före och under andra världskriget var Wickberg 1936–1946 stationerad i Sverige som förbindelseofficer mellan Internationella högkvarteret i London och det krigsdrabbade Europa. 1946–1948 var han divisionschef i Uppsala division. Senare var han chefsekreterare i Schweiz (1948-1953), chefsekreterare i Sverige (1953-1957), territoriell ledare i Tyskland (1957–1961), stabschef i London (1961–1969) innan han 1969 övertog rollen som general. 5 juli 1974 gick han i pension.
Erik Wickberg gifte sig första gången 1929 med Frieda de Groot, som avled i barnsäng 1930 åtta dygn efter att deras ende son Sven föddes, andra gången 1932 med Margarete Dietrich, avliden 1976 och mor till hans bar Karin, Nils och Birgitta, och tredje gången 1977 med Eivor Lindberg, född 1923.

## Utmärkelser
Erik Wickberg har tilldelats följande utmärkelser enligt Frälsningsarméns internationella högkvarters hemsida:
- Commander, Order of Vasa (1970);
- Order of Moo Koong Wha (Korea, 1970);
- Hon LLD (Korea, 1970);
- Grand Cross of Merit, Federal Republic of Germany (1971);
- King’s Golden Medal (Grand Cross), Sweden (1980).